# Pseudagrion pilidorsum
Pseudagrion pilidorsum är en trollsländeart. Pseudagrion pilidorsum ingår i släktet Pseudagrion och familjen dammflicksländor.

## Underarter
Arten delas in i följande underarter:
- P. p. declaratum
- P. p. deflexum
- P. p. enganoense
- P. p. obscurum
- P. p. pilidorsum
- P. p. simalurum